# Wijnegem
Wijnegem là một đô thị ở tỉnh Antwerp. Thị trấn này chỉ gồm thị trấn Wijnegem proper. Tại thời điểm ngày 1 tháng 1 năm 2006, Wijnegem có dân số 8.816 người. Tổng diện tích là 7,86 km² với mật độ dân số là 1.122 người trên mỗi km².